# Вивиан Сентский
Вивиан (V век) — святой епископ Сента. День памяти — 28 августа.

## Биография
Латинское имя святого Bibianus, в эпоху бетацизма, тем более в Сентонже, позволяет заподозрить, что его имя в французском произошло от смешения с Вивианом Севастийским. Это положение подтверждается окситанским названиями нескольких селений, именуемых на французском Сен-Вивьен. Среди них Сен-Вивьен (Дордонь) и Посак-э-Сен-Вивьен, которое носит имя Сен-Бебиан (Sent Bebian или sent Bébian) в отступление от тонического акцента. Однако в этих местах Перигора различие между v и b осталось нетронутым.
Вивиан родился от отца-язычника и матери-христианки. Когда умер епископ Амвросий, его избрали на замену епископом города Сента в начале V века. Он умер около 460 года и канонизирован церковью. Первая похоронная базилика, по-видимому, была построена в VI веке, чтобы укрыть его гробницу.
Эта базилика была заменена приоратом, который был разрушен во время Религиозных войн.
На вероятном месте захоронения епископа Вивиана возвышается нынешняя церковь, носящая его имя.